# Уэллс, Свитун
Свитун Уэллс  (англ. Swithun Wells; 1536, Брамбридж, Гэмпшир — 10 декабря 1591, Лондон) — святой Римско-католической церкви, священник, мученик, казнённый во время английской Реформации.

## Биография
Свитун Уэллс родился в 1536 году в графстве Гэмпшир в протестантской семье. В 1583 году присоединился к католической церкви. В 1585 году Свитун Уэллс купил дом в Лондоне; этот дом Свитун Уэллс предоставил для проведения тайных католических богослужений. В 1591 году священник Эдмунд Дженнингс совершал в доме Уэллса мессу, во время которой в дом ворвались офицеры английской полиции. Верующие отбили вторжение полицейских и после мессы сдались властям. За совершение мессы и участие в ней были арестованы жена Уэллса, священники Эдмунд Дженнингс, Полидор Пласден и трое мирян. Свитун Уэллс, отсутствовавший в это время в своём доме, был арестован через некоторое время как хозяин дома, в котором проходили запрещённые властью мероприятия. На суде Свитун Уэллс заявил, что хотя он и не присутствовал дома во время ареста, тем не менее, он хотел бы находиться в своём доме при совершении святой мессы. Свитун Уэллс был приговорён судом к смертной казни через повешение и был казнён 10 декабря. Его жена Алиса Уэллс умерла в заключении в 1602 году.

## Прославление
25 октября 1970 года Свитун Уэллс был канонизирован римским папой Павлом VI вместе с группой 40 английских и уэльских мучеников.
День памяти в Католической церкви — 25 октября.

## Источник
- Catholic Encyclopedia